# Улица Паустовского (Москва)
Улица Паусто́вского (название с 11 октября 1978 года) — улица в Юго-Западном административном округе города Москвы на территории района Ясенево. Названа в честь писателя Константина Георгиевича Паустовского. Проходит между Новоясеневским проспектом и Голубинской улицей. Является продолжением Литовского бульвара, переходит в проезд Карамзина. Нумерация домов начинается от Новоясеневского проспекта. Бывший проектируемый проезд № 5417.
Рядом находится Битцевский парк.
Со стороны нечётных сторон домов находятся Ясеневские пруды. Улицу Паустовского и Ясеневские пруды можно увидеть в фильме 1989 год «Авария — дочь мента».

## Организации

### по нёчетной стороне
- д. 1 — супермаркет «Торгсин».
- д. 5, к. 1 — супермаркет «Верный».
- д. 5, к. 2 — общеобразовательная школа № 156.
- д. 5, к. 3 — детская школа искусств № 11.

### по чётной стороне
- д. 2 — детская библиотека, магазины, аптеки, бытовые услуги.
- д. 6 — супермаркет «Перекрёсток», зоомагазин «Бетховен»
- д. 6, к. 2 — общеобразовательная Школа им. Первой Дивизии Народного Ополчения Москвы (№ 1693).
- д. 8, к. 1 — Почта России, отделение 117463, Японский ресторан «Тануки», клуб «Шпилька», бытовые услуги.
- д. 8, к. 2 — детский сад.
- д. 8, к. 3 — отделение Сбербанка, московский филиал, аптека, магазины, бытовые услуги.
- д. 8, к. 4 — детский сад.

## Транспорт
Недалеко от начала улицы Паустовского находятся станции метро «Ясенево», «Новоясеневская» и «Битцевский парк». По улице проходят автобусы 165, 912, с14, н16; 769 (последний — только в сторону Голубинской улицы).